# Stupidity
Stupidity es un documental canadiense de 2003 dirigido por Albert Nerenberg y producido por Shannon Brown. La premisa del documental propone que la ignorancia deliberada (a diferencia de lo que comúnmente se entiende por estupidez o baja capacidad mental) se ha convertido cada vez más en una estrategia para el éxito en los ámbitos de la política y el entretenimiento, es decir, las cosas "estúpidas" que la gente aparentemente inteligente hace todos los días.
En Rotten Tomatoes, el documental cuenta con una aprobación del 67% basada en seis reseñas, con un índice de audiencia promedio de 6.7 sobre 10.

## Sinopsis
La película presenta la fascinación del público por la estupidez percibida, desde las pruebas de coeficiente intelectual a principios del siglo XX, hasta la estupidez actual presente en la franquicia de Jackass y en las bandas de chicos. Nerenberg compara a George W. Bush con Adam Sandler, argumentando que la percepción de que Bush no es inteligente es tan errónea como identificar a Sandler con los papeles que desempeña en sus películas: en cierto sentido, ambos están jugando con las expectativas de sus respectivas audiencias, afirmando finalmente que "la sociedad prefiere a la gente que esconde su perspicacia".